# Gruppo Italiano
Gruppo Italiano var ett italienskt italo disco-band, bildat 1980. De fick sitt kommersiella genombrott 1983 med "Tropicana" som hamnade på nummer sex i Italien.

## Medlemmar
Senaste medlemmar
- Patrizia Di Malta – sång
- Raffaella Riva – sång och slagverk
- Gigi Folino – elbas
- Roberto "Bozo" Del Bo – trummor
- Chicco Santulli – gitarr

## Diskografi
Studioalbum
- 1982 – Maccherock
- 1983 – Tapioca manioca
- 1985 – Surf in Italy

Singlar
- 1983 – "Tropicana"